# Lorwana
Lorwana is een dorp in het district Southern in Botswana. De plaats telt 1177 inwoners (2011).